# Eupyrrhoglossum
Genre
Eupyrrhoglossum est un genre d’insectes lépidoptères de la famille des Sphingidae, de la sous-famille des Macroglossinae, de la tribu des Dilophonotini.

## Systématique
Le genre Eupyrrhoglossum a été décrit par l'entomologiste britannique Augustus Radcliffe Grote en 1865.

### Taxinomie
Liste des espèces
- Eupyrrhoglossum corvus (Boisduval, 1870)
- Eupyrrhoglossum sagra (Poey, 1832)
- Eupyrrhoglossum venustum Rothschild & Jordan, 1910

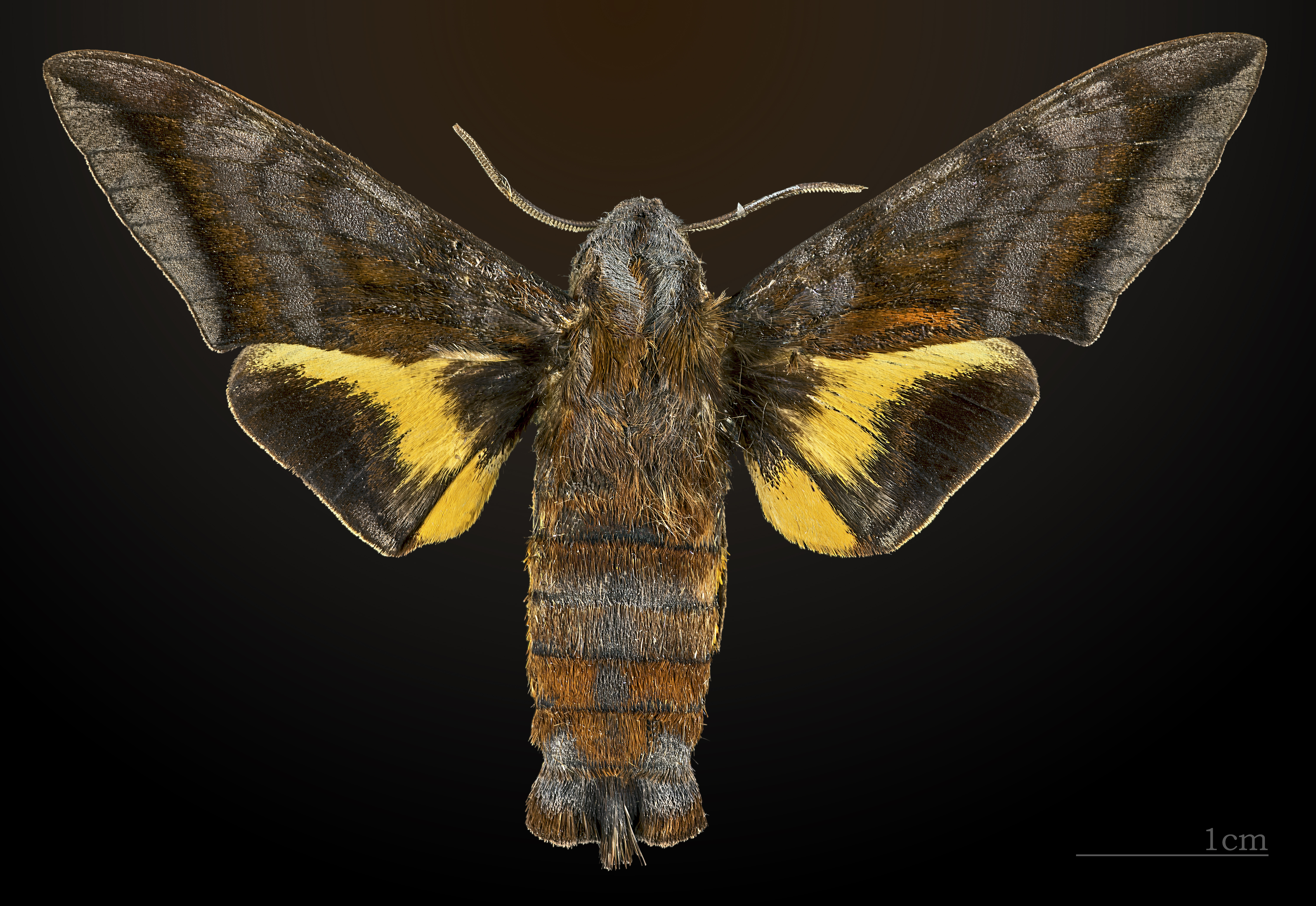
Eupyrrhoglossum corvus
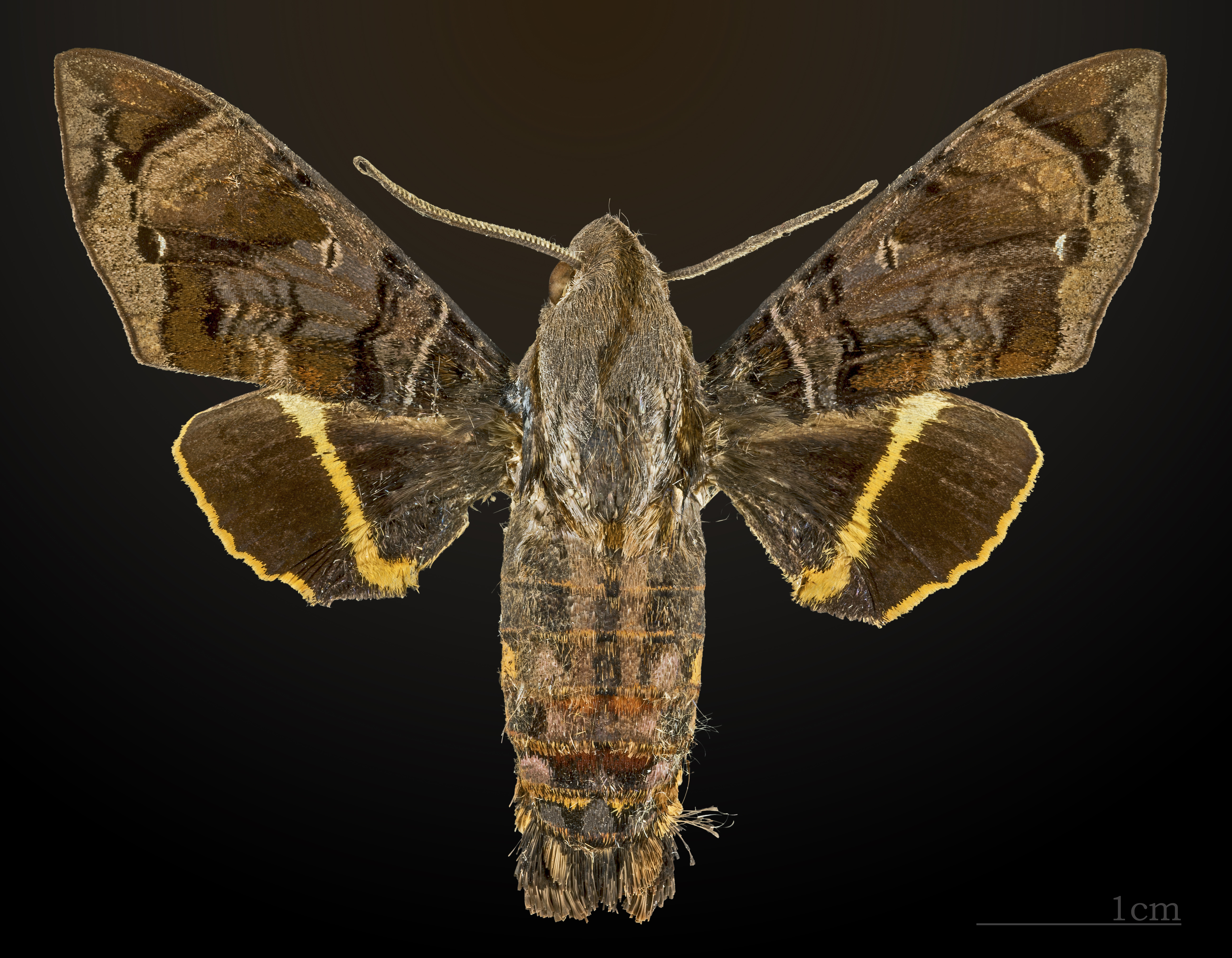
Eupyrrhoglossum sagra
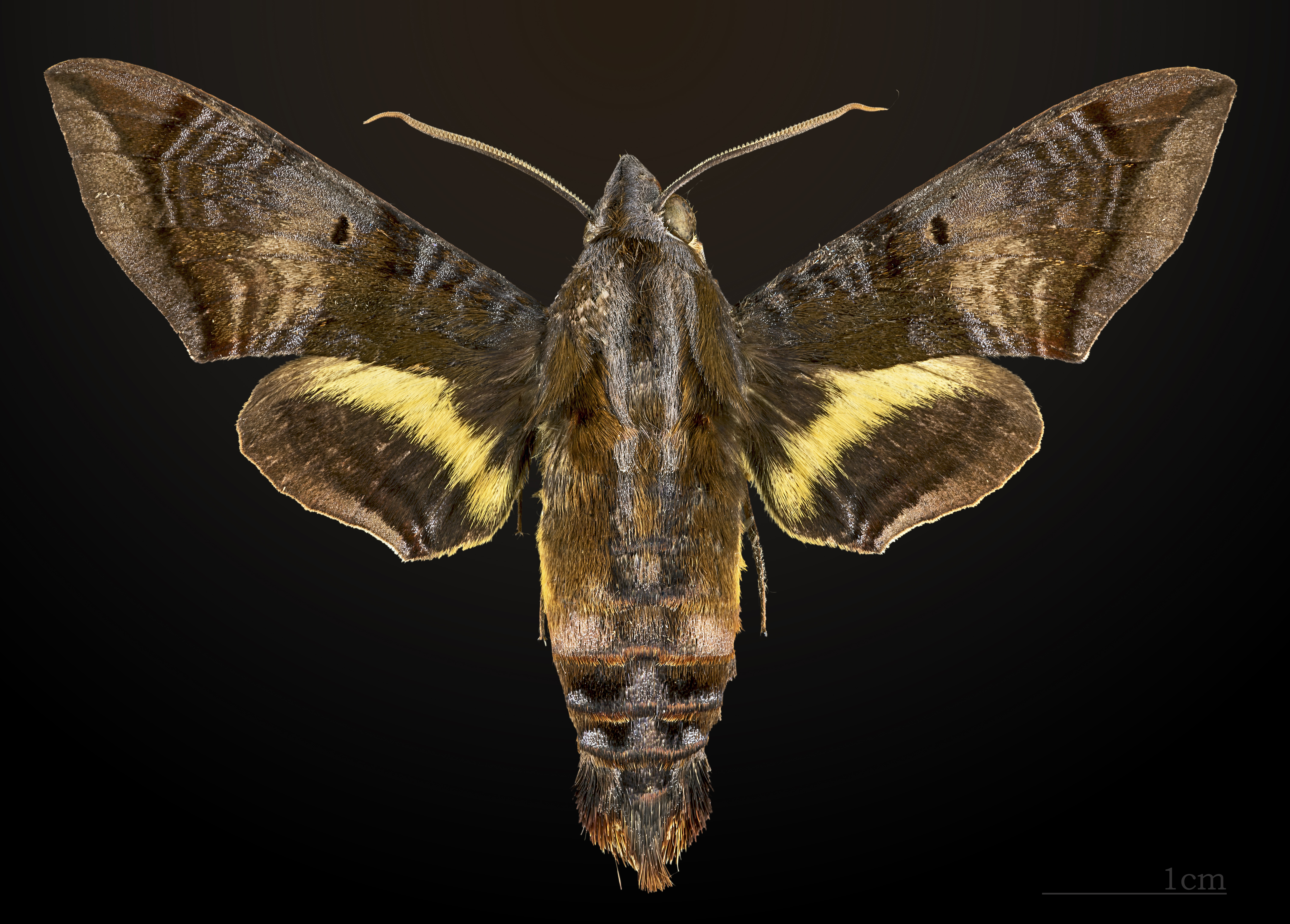
Eupyrrhoglossum venustum